# Martin Maier (Theologe)
Martin Maier SJ (* 1960 in Meßkirch) ist ein deutscher Jesuit, Theologe und Publizist.

## Leben
Maier trat 1979 in den Jesuitenorden ein. Er studierte  von 1981 bis 1992 Philosophie, Theologie und Musik in München, Paris, Innsbruck und San Salvador. 1988 wurde er zum Priester geweiht. Von 1989 bis 1991 war er in El Salvador Pfarrer einer Landgemeinde. 1993 wurde er mit einer Arbeit über die Befreiungstheologie seiner Ordensbrüder Ignacio Ellacuría und Jon Sobrino zum Doktor der Theologie promoviert. Maier war Gastdozent an den jesuitischen Universitäten Universidad Centroamericana “José Simeón Cañas” in San Salvador und Centre Sèvres in Paris. Von 2009 bis 2014 war er Rektor des Berchmanskollegs. Seit 2014 ist er Mitarbeiter im Jesuit European Social Centre in Brüssel. Seit Juni 2021 ist er Hauptgeschäftsführer von Adveniat.

## Journalistische Tätigkeit
Martin Maier war von 1995 bis 2009 Redaktionsmitglied (seit 1998 auch Chefredakteur) der Stimmen der Zeit. Darüber hinaus publizierte er Artikel u. a. im Onlineportal der Schweizer Jesuitenprovinz und verfasste Andachtstexte für die Sendung Gedanken zum Tag im Programm von Bayern 2.
Maier beschäftigt sich als Journalist mit umweltpolitischen Themen und war 2002 auf dem Weltgipfel für nachhaltige Entwicklung in Johannesburg anwesend. Ein persönliches Anliegen ist ihm das Gedenken an den 1980 erschossenen Erzbischof von San Salvador, Óscar Romero, und die 1989 während des Salvadorianischen Bürgerkriegs ermordeten Jesuiten um Ignacio Ellacuría. Maier hatte nach dem Massaker an seinen Ordensbrüdern und ihren zwei Hausangestellten die Pfarrei eines der getöteten Priester übernommen. Er hat zu den Geschehnissen zahlreiche Artikel verfasst.

## Schriften (Auswahl)
- Differenzierung theologischer Diskurse – Ideologiekritik oder Hören auf das Volk? In: Raúl Fornet-Betancourt (Hrsg.): Befreiungstheologie. Kritischer Rückblick und Perspektiven für die Zukunft. 2. Band. Matthias-Grünewald-Verlag, Mainz 1997, ISBN 3-7867-1975-6, S. 11–24.
- Erzbischof Oscar Romeros Kirchenkonflikte. In: Klaus Hagedorn (Hrsg.): Oscar Romero. Eingebunden – zwischen Tod und Leben. BIS-Verlag, Oldenburg 2006, S. 45–60.
- Pedro Arrupe. Zeuge und Prophet. Echter, Würzburg 2007 (Ignatianische Impulse. Band 24).
- Pedro Arrupe, Generaloberer der Jesuiten. Neue biographische Perspektiven. Herder, Freiburg im Breisgau 2008, ISBN 978-3-451-29675-8.
- Oscar Romero. Kämpfer für Glaube und Gerechtigkeit. Herder, Freiburg im Breisgau 2010, ISBN 978-3-451-06201-8 (Herder Spektrum. Band 6201).